# Drapeau de Saint-Christophe-et-Niévès
Le drapeau de Saint-Christophe-et-Niévès (Saint-Kitts-et-Nevis) est le drapeau national de la Fédération de Saint-Christophe-et-Niévès. Il est adopté officiellement le 19 septembre 1983, après avoir été choisi dans le cadre d'un concours local.

## Description
Le drapeau reprend les couleurs panafricaines, bien que la signification soit différente. Le rectangle est divisé par deux triangles : un triangle vert symbolisant la fertilité en haut et un rouge en bas évoquant la lutte de l'esclavage durant la période coloniale.
Une large bande noire bordée de liserés jaunes est située sur la diagonale ; la couleur noire est un rappel à l'héritage africain.
Enfin, deux étoiles blanches sont posées au milieu de la bande, symbole de l'espoir et de la liberté mais aussi des deux îles qui composent le pays.

## Insigne naval et drapeaux régionaux
L'insigne naval est basé sur le White Ensign.

Insigne naval. Ratio: 1:2
Drapeau de Niévès

## Drapeaux historiques
Après avoir fait partie des Îles britanniques du Vent jusqu'en 1958, Saint-Christophe-et-Niévès furent éphémèrement intégrées dans la Fédération des Antilles occidentales jusqu'en mai 1962.
Souhaitant ne plus appartenir à la couronne britannique, les îles de Saint-Christophe, Niévès et Anguilla obtiennent en février 1967 un statut d'autonomie pour former l'état associé de Saint Christophe-Nevis-Anguilla qui adopte un nouveau drapeau tricolore. Il est composé de trois bandes verticales verte représentant Saint Christophe, jaune pour Niévès et bleue pour Anguilla. Un palmier stylisé en son centre est rajouté trois mois plus tard, en mai 1967, symbolisant la destinée, l'humilité et la fierté des trois îles. 
En juillet 1967, Anguilla se rebella, obtint le droit de faire sécession et créée son propre drapeau. Ce n'est pourtant que le 19 septembre 1983 lorsque Saint-Christophe-et-Niévès proclame son indépendance qu'il adopte son drapeau actuel.

Drapeau de Saint-Christophe-Niévès-Anguilla de 1958 à 1967
Drapeau de la Fédération des Indes occidentales de 1958 à 1962
Drapeau de Saint-Christophe-Niévès-Anguilla du 27 février au 30 mai 1967
Drapeau de Saint-Christophe-Niévès-Anguilla du 30 mai au 11 juillet 1967 puis de Saint-Christophe-et-Niévès de 1967 à 1983